# Johannes de Curia
Johannes de Curia (* im 14. Jahrhundert; † im 14. Jahrhundert) war Domherr in Münster.

## Leben
Die genealogische Herkunft des Johannes de Curia ist nicht überliefert. Sein Wappen weist auf eine mögliche Abstammung aus dem Hause der Edelherren von Büren hin. Ebenso deutet der Name de Curia auf die curia Buren am münsterischen Domhof hin.
Am 16. Mai 1371 verlieh ihm Papst Gregor XI. ein Kanonikat im Kollegiatstift St. Martin in Kerpen. Im August des Jahres bestätigte der Papst die münsterische Dompräbende, die nach dem Tod des Gerswin von Volmarstein frei geworden war. Am 3. Februar 1373 ist Johannes de Curia als Bevollmächtigter des Domkapitels am päpstlichen Hof überliefert.